# Запис крст код гробља (Сијарина)
Запис крст код гробља (Сијарина) се налази на парцели чији је власник ЈП Србијашуме.

## Локација
| Општина             | Медвеђа                                                                     |
| Катастарска општина | Сијарина                                                                    |
| Потес               | Ораје четвртина                                                             |
| Координате          | 42° 47′ 41″ С; 21° 38′ 10″ И / 42.794699999999999° С; 21.635999999999999° И |
| Надморска висина    | 847m                                                                        |

## Карактеристике
Дендрометријске вредности утврђене на терену и сателитским снимцима:
| Стабло                     | Крст |
| Висина стабла              | m    |
| Обим дебла                 | m    |
| Пречник крошње             | 0m   |
| Пречник дебла              | m    |
| Висина дебла до прве гране | m    |

## База записа
Запис је у оквиру Викимедија пројекта "Запис - Свето дрво" заведен под редним бројем 1174.